# Kate Hearne
Kate Hearne, född 1979, är en irländsk barockmusiker med både blockflöjt och cello som huvudinstrument.
Kate Hearne är utbildad vid Royal Irish Academy of Music 2002. Vid Kungliga Musikhögskolan i Stockholm har hon studerat blockflöjt för Dan Laurin och barockcello för Chrichan Larson och avlade mastersexamen 2007. Hon är sedan dess bosatt i Stockholm och frilansar över stora delar av världen.
Sedan hon 2005 vann Montréal International Recorder Competition har hon anlitats av många av Europas främsta barockorkestrar såsom Irish Baroque Orchestra, Concerto Copenhagen (Danmark), Arte dei Suonatori (Polen), Barokkanerne och Baroque Soloists (Norge) och Drottningholms Barockensemble.
Kate Hearne har spelat vid Vadstena-Akademien och turnerat med Barocka Damer.
Kate Hearne har spelat Bachs cellosviter och motetter med Östgöta Kammarkör i Linköping och Bachs h-mollmässa med Östgöta Barock och Östgöta Kammarkör.